# Lago Stempfle
El lago Stempfle (en alemán: see) es un lago situado cerca de la ciudad de Augsburgo, en la región administrativa de Suabia, en el estado de Baviera (Alemania); tiene un área de 1.4 hectáreas. 